# Argyrodes elevatus
Argyrodes elevatus är en spindelart som beskrevs av Władysław Taczanowski 1873. Argyrodes elevatus ingår i släktet Argyrodes och familjen klotspindlar. Inga underarter finns listade i Catalogue of Life.

## Bildgalleri

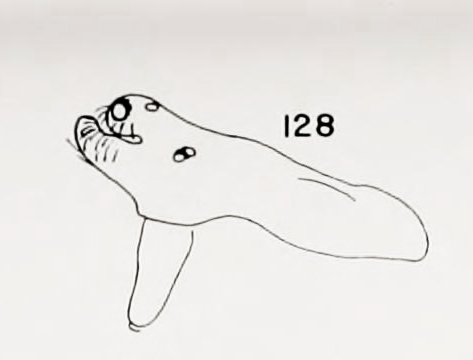
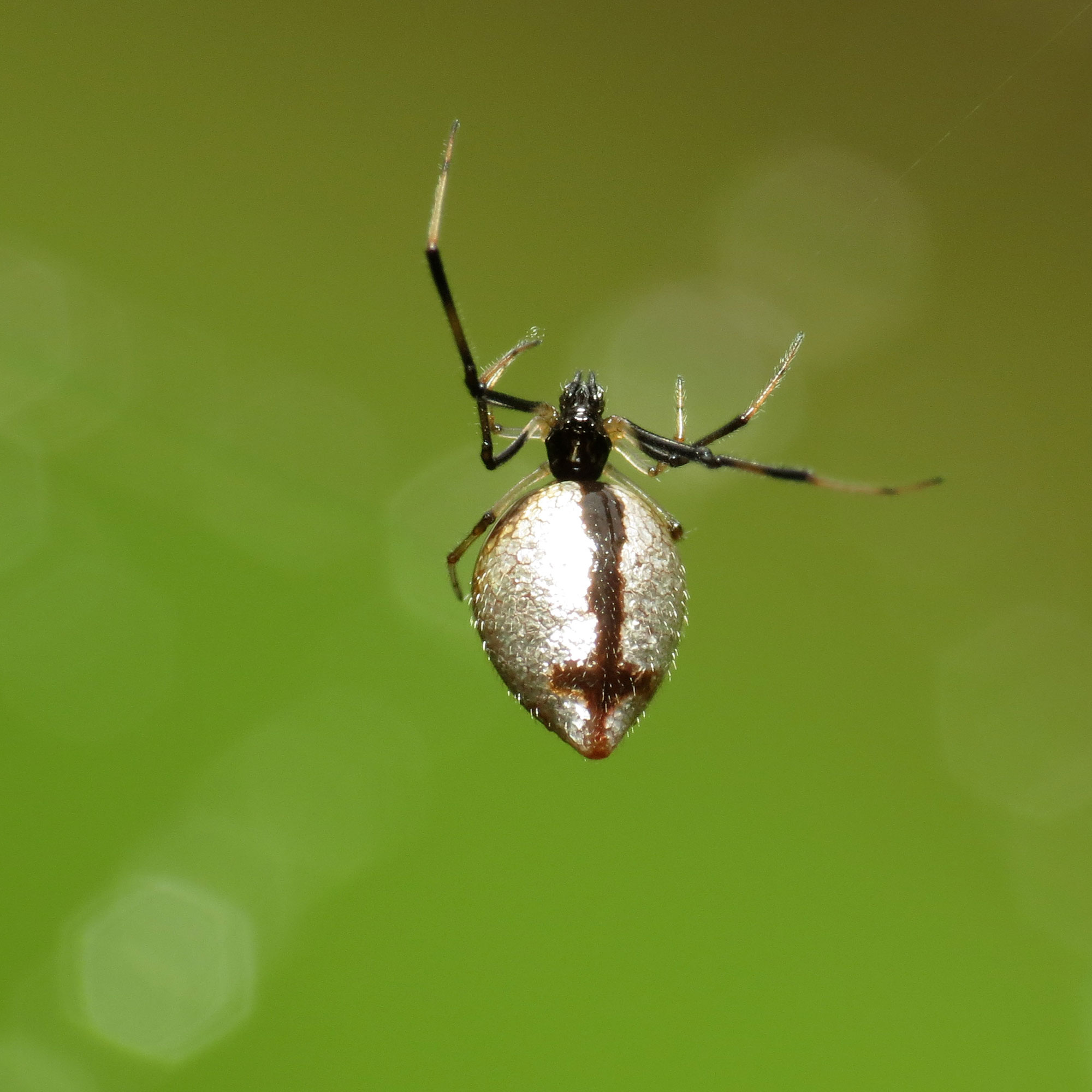